# Nils van 't Hoenderdaal
Nils van 't Hoenderdaal (Ámsterdam, 3 de octubre de 1993) es un deportista neerlandés que compite en ciclismo en la modalidad de pista, especialista en la prueba de velocidad por equipos.
Ganó tres medallas de en el Campeonato Mundial de Ciclismo en Pista, entre los años 2016 y 2018, y dos medallas de oro en el Campeonato Europeo de Ciclismo en Pista, en los años 2015 y 2018.
En los Juegos Europeos de Minsk 2019 obtuvo una medalla de oro en la prueba de velocidad por equipos. Participó en los Juegos Olímpicos de Río de Janeiro 2016, ocupando el sexto lugar en la prueba de velocidad por equipos.

## Medallero internacional
| Campeonato Mundial | Campeonato Mundial        | Campeonato Mundial | Campeonato Mundial    |
| Año                | Lugar                     | Medalla            | Competición           |
| ------------------ | ------------------------- | ------------------ | --------------------- |
| 2016               | Londres ( Reino Unido)    | Medalla de plata   | Velocidad por equipos |
| 2017               | Hong Kong ( China)        | Medalla de plata   | Velocidad por equipos |
| 2018               | Apeldoorn ( Países Bajos) | Medalla de oro     | Velocidad por equipos |
| Juegos Europeos    |                           |                    |                       |
| Año                | Lugar                     | Medalla            | Competición           |
| 2019               | Minsk ( Bielorrusia)      | Medalla de oro     | Velocidad por equipos |
| Campeonato Europeo |                           |                    |                       |
| Año                | Lugar                     | Medalla            | Competición           |
| 2015               | Grenchen ( Suiza)         | Medalla de oro     | Velocidad por equipos |
| 2018               | Glasgow ( Reino Unido)    | Medalla de oro     | Velocidad por equipos |

1. ↑  Compitió en la ronda de clasificación.